# اسکات دنیلز (بازیکن فوتبال)
اسکات دنیلز (انگلیسی: Scott Daniels؛ زادهٔ ۲۲ نوامبر ۱۹۶۹) بازیکن فوتبال اهل بریتانیا است.
از باشگاه‌هایی که در آن بازی کرده‌است می‌توان به باشگاه فوتبال کولچستر یونایتد، باشگاه فوتبال اکستر سیتی، باشگاه فوتبال فوکستون اینویکتا، باشگاه فوتبال رامزگیت، باشگاه فوتبال نورث‌همپتون تاون، و باشگاه فوتبال دوور اتلتیک اشاره کرد.